# Unísono
El unísono es un intervalo musical de proporción 1:1 y ningún semitono ni cent. Se considera que dos tonos al unísono tienen la misma altura, pero son perceptibles como si vinieran de fuentes separadas. El unísono es considerado el intervalo más consonante mientras que el semitono es considerado el más disonante. También es el intervalo más fácil de afinar.
Un par de tonos al unísono pueden tener diferentes timbres, es decir, vienen de instrumentos musicales o voces humanas diferentes. Las voces con timbres diferentes tienen, como ondas sonoras que son, formas de onda diferentes. Estas formas de onda tienen la misma frecuencia fundamental, pero se diferencian solo en las amplitudes de sus armónicos más agudos.
Cuando varias personas cantan a la vez, como en un coro, el camino más sencillo para ellos es cantar "a una voz", al unísono. Si hay un instrumento que los acompaña, entonces el instrumento debe interpretar las mismas notas que se están cantando (para ser unísono). En caso contrario, el instrumento es considerado una "voz" separada y no existe el unísono. Si no hay ningún instrumento, entonces el canto se denomina a cappella. La música en la que todas las notas están cantadas al unísono recibe el nombre de monofónica.
Por este motivo, se puede obtener el sentido figurado a la expresión unísono: si varias personas hacen algo "al unísono" esto quiere decir que ellos lo hacen simultáneamente, a la par. 
La monofonía también podría incluir, evidentemente, más que una voz que no canta al unísono, pero cuyas notas se mueven en paralelo, siempre manteniendo el mismo intervalo de una octava. Un par de notas cantadas o un múltiplo de una octava es casi un unísono, debido a la equivalencia de octava.
Cuando hay dos o más voces cantando notas diferentes, llaman a esto "parte cantada". Si ellos cantan notas en alturas diferentes pero con el mismo ritmo, recibe el nombre de homofonía. Un ejemplo es un cuarteto barbershop o un coro cantando un himno. Si cada voz canta una línea independiente (misma melodía en un tiempo diferente, o melodías diferentes) recibe el nombre de polifonía.
En los sintetizadores, el unísono es un término usado para describir dos o más osciladores que están ligeramente desafinados uno respecto al otro, lo que hace el sonido más gordo. Esta técnica es tan popular que algunos sintetizadores analógicos tienen un tipo de oscilador especial llamado "super saw" o "hyper saw" que genera varias ondas en diente de sierra desafinadas simultáneamente. Es un método usado en la música techno y trance.